# Barão de Jundiaí
Barão de Jundiaí foi um título de nobreza do Império do Brasil, da Província de São Paulo, criado por Pedro II pelo decreto de 24 de agosto de 1870, em favor a Antônio de Queirós Teles.

## Titulares
- Antônio de Queirós Teles (1870 — 1870)
- Ana Joaquina do Prado Fonseca (1887 — 1891) — filha do anterior.